# (885) Ulrike
(885) Ulrike est un astéroïde de la ceinture principale, découvert le 23 septembre 1917 par l'astronome russe Sergueï Beljawsky depuis l'observatoire de Simeiz.
Il est nommé très probablement d'après Ulrike von Levetzow, dernier amour du poète Johann Wolfgang von Goethe.